# Острів Різдва
10°30′ пд. ш. 105°40′ сх. д. / 10.500° пд. ш. 105.667° сх. д.
О́стрів Різдва́ (англ. Christmas Island) — невеликий острів в Індійському океані, зовнішня територія Австралії.
Площа острова — 135 км²; населення — 1402 особи, але громадян близько 360 осіб. 70 % населення — китайці, 20 % — європейці і близько 10 % — малайці. У релігійному плані переважають буддисти (близько 35 % — переважно китайці), мусульмани — близько 25 % (малайці і деякі китайці), близько 20 % — християни (практично всі європейці і деякі китайці). Серед китайців поширений і даосизм (близько 15 %).
Острів має свій прапор — з 1986 року неофіційно, з 2002 року — офіційно.

## Історія
Своєю назвою острів зобов'язаний відкриттю в день Різдва у 1643 капітаном Вільямом Майнорсом (англ. William Mynors). Першим висадився на острів британський мореплавець Вільям Дампір (англ. William Dampier) в 1688 році. 1900 року острів увійшов до складу англійської колонії Сінгапур, а в 1958 — переданий Австралії. Управління островом здійснюється офіційним представником австралійського уряду.

## Географія
Острів розташований за 2360 кілометрів на північний захід від Перта і приблизно за 500 км на південь від Джакарти.
Острів вулканічного походження. Найвища точка — 361 м над рівнем моря. Клімат острова тропічний. Середньорічна температура — близько 27 ° C. Кількість опадів досить велике — близько 2000 мм в рік. На острові є кілька невеликих річок, таким чином, населення забезпечене питною водою. Площа острова — 135 км.
Острів Різдва не мав населення до кінця 19 століття, що дозволило багатьом видам розвиватися без втручання людини. Дві третини острова оголошено національним парком, який управляється австралійським департаментом навколишнього середовища та спадщини. Різдвяний острів завжди був відомий своїми унікальними видами, як рослинами, так і тваринами. Острів Різдва вважається островом крабів їх тут велика розмаїтість.

### Флора
Густий тропічний ліс виріс на глибинному ґрунті плато і на терасах. У лісах переважають 25 деревних порід. Папороті, орхідеї та виноградні лози ростуть на гілках у вологому середовищі під навісом дерев. Зі 135 видів рослин на острові, є принаймні 18, які не знайдені ніде більше. Тропічний ліс перебуває в прекрасному стані, попри на видобувну та лісозаготівельну діяльність протягом останніх 100 років. Області лісу, що були пошкоджені в результаті видобутку корисних копалин, є частиною поточного реабілітаційного проєкту. Острів невеликий і охоплює 135 квадратних кілометрів землі, 63 % цієї землі оголошено національним парком.

### Фауна

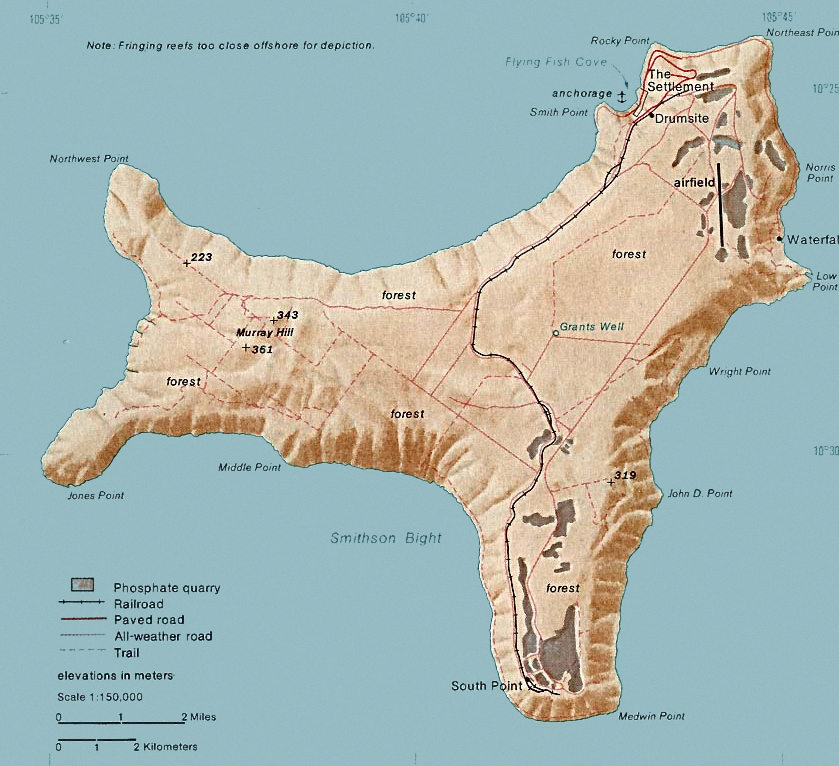
Острів Різдва

Два види місцевіх пацюків, тушканчиковий пацюк Маклеара та бульдожий пацюк, вимерли після того, як острів був заселений людьми. Приблизно в той час була завезена руса яванська. Ендемічний вид землерийки острова Різдва не спостерігався із середини 1980-х років і може бути вже вимерлим. На острові існує ендемічний кажан острова Різдва, який перебуває під загрозою зникнення. Вид криланів Pteropus natalis теж зустрічається тільки на острові Різдва. Він відіграє важливу роль у запиленні рослинності острова, але його популяція також знижується під впливом тиску з очищення землі і завезених видів шкідників. Низький рівень розмноження крилана (одне дитинча щороку) і високий рівень дитячої смертності робить його особливо вразливим і охоронний статус є «на межі зникнення».

Острів Різдва є домом для величезної кількості і видової різноманітності земельних крабів, які не існують ніде в світі. На острові було виявлено понад 20 земляних та напівземляних крабових видів. Вони включають такі ендемічні види як блакитні краби (Discoplax celeste), які населяють водно-болотні угіддя та кокосовий краб, які часто зустрічаються в лісах і на дорогах острова. Але найвідодмішим із крабів вважається червоний земляний краб. Щороку проходить його масова міграція для відкладання яєць (приблизно 100 мільйонів тварин) із лісу, де вони мешкають, до узбережжя океану. Вона була названа одним із див природного світу. Це відбувається щороку протягом листопада — після початку вологого сезону і в синхронізації з місячним циклом.

## Економіка
Видобуток фосфоритів був єдиною значною економічною діяльністю, але в грудні 1987 року уряд Австралії закрив копальню. 1991 року шахта була відкрита консорціумом, до складу акціонерів якого входили багато колишніх працівників шахти. 
За підтримки уряду за 34 мільйони доларів у 1993 році був збудований готель Christmas Island Resort, але був закритий у 1998 році. З 2011 року курорт знову відкрився, але вже без казино.
Уряд Австралії у 2001 році погодився підтримати створення на цьому острові комерційного космодрому, але його досі не починали будувати.

## Галерея

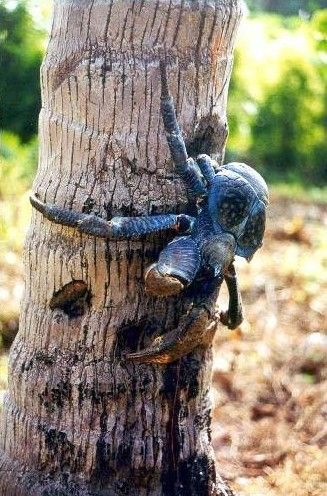
Краб кокосовий
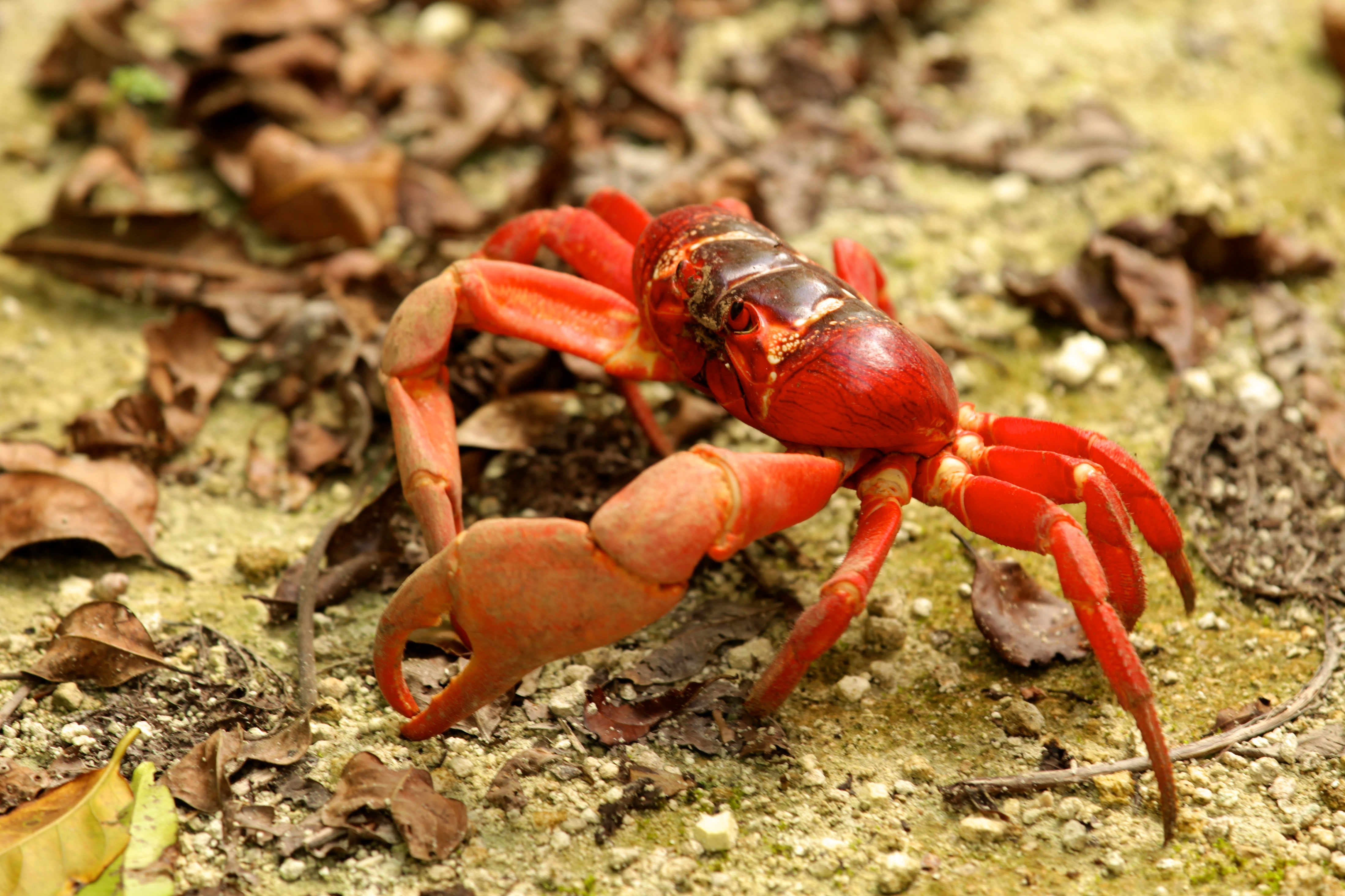
Червоний краб
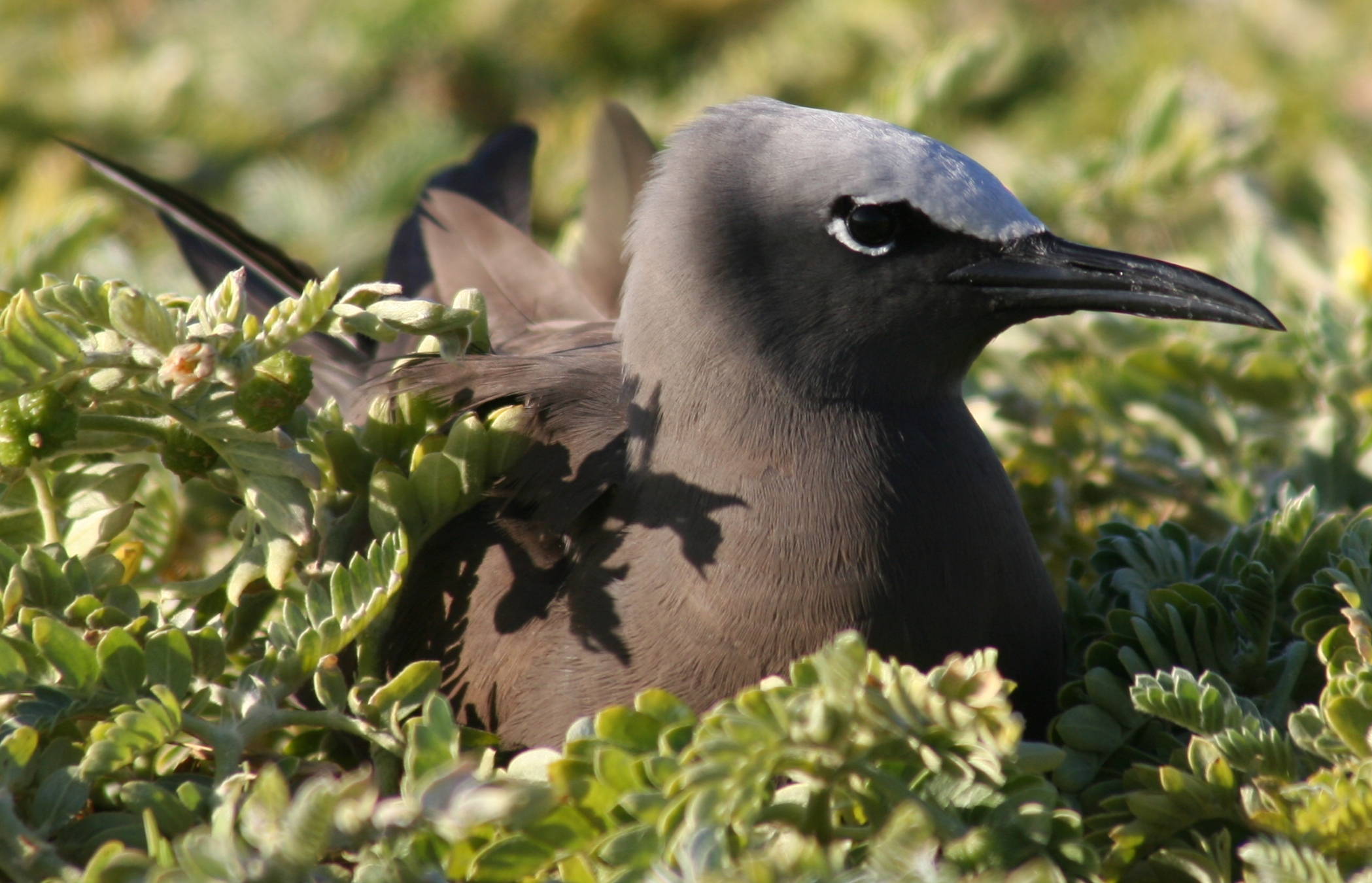
Anous stolidus
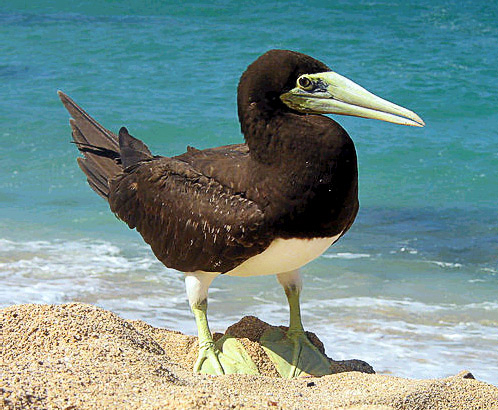
Бура олуша